# 사찬 (관등)
사찬(沙飡)은 520년(법흥왕 7년)에 시행한 신라의 관등이다. 신라의 관등은 경위(京位) 17 관등과 외위(外位) 11관등으로 구성되었는데, 사찬(沙飡)은 경위 17등 관계(官階) 가운데 제8등 관계로서 진골 이외에 육두품도 받을 수 있었다. 살찬(薩飡), 사돌간(沙咄干), 사간(沙干)이라고도 한다. 비색(緋色:불빛과 같은 짙은 분홍색)의 공복(公服)으로 신분을 표시하였다.
중위 제도가 설치되었는지 여부와 관련하여 금석유문(金石遺文)으로서 저명한 요흥사종명(요興寺鐘銘, 856년)에 의하면 “상촌주 삼중사간 요왕(上村主三重沙干堯王)”라고 되어 있어 사찬 관등에도 특진제도로서의 중위제도(重位制度)가 설치되었던 것이 아닌가 하는 견해도 있다.

## 인물
- 강수(强首) : 충청북도 사량 출신의 유학자이자 문장가
- 김수미산(金須彌山) : 670년 문무왕의 명으로 고구려에 가서 선왕(先王)의 정사(正嗣) 안승을 고구려왕으로 책봉한 신라의 귀족
- 열기(裂起) : 김유신(金庾信)이 화랑이었을 때 낭도(郎徒)이다. 나당연합군의 평양성 습격으로 고구려를 정벌하려 할 때, 문무왕으로부터 국경을 넘은 뒤에 상벌을 스스로 결정할 수 있는 권한을 부여 받은 김유신에 의해 급찬(級飡)의 벼슬을 받았다. 김유신이 서울로 돌아온 뒤에 다시 왕에게 주청하여 한 등급 위인 사찬을 주도록 하였으며 김유신이 죽은 뒤에도 정권을 잡은 김유신의 아들 삼광(三光)의 후원으로 삼년산군(三年山郡: 충청북도 보은군)의 태수(太守)를 지냈다.
- 구근(仇近) : 661년(문무왕 1)에 당나라 고종(高宗)이 소정방(蘇定方)을 보내어 고구려를 공격할 때 문무왕에게 군량을 평양으로 보내줄 것을 요청하여 662년 1월 문무왕이 김유신(金庾信)에게 명하여 군량을 수송하도록 하였으나, 바람과 눈이 심하고 고구려군의 저항이 격심하여 더 나아갈 수가 없었던 상황에서 군사(軍師)의 관직에 있으면서 보기감(步騎監) 열기(裂起) 등 15명의 장사(壯士)와 함께 당나라의 병영에 사신으로 파견된 관리. 김유신은 이들의 용기를 가상히 여겨서 열기와 구근을 ‘천하의 용사’라 하고 문무왕에게 청하여 사찬(沙飡)의 관등을 주도록 했다.
- 구진천(仇珍川) :  기계 활인 노(弩)를 만들던 신라의 기술자이자 1,000보(千步) 밖의 것을 맞힐 수 있는 쇠뇌의 장수로서 당나라에 보내져 기술 전파한 관리
- 일원(日原) : 660년(태종무열왕 7년) 9월 3일 사찬(沙飡)의 관등으로서 왕자 인태(仁泰) 등과 함께 병사 7,000명을 거느리고, 병사 1만명을 이끌고 사비성(泗沘城)을 진수(鎭守)하던 당나라 장수 유인원(劉仁願)을 보좌하여 신라와 당나라 연합군이 백제를 공격할 때 참전하였다가 대아찬(大阿飡)의 관등으로 올랐고 667년(문무왕 7년) 당나라 왕의 명령으로 지경(智鏡)과 개원(愷元)을 장군, 대아찬(大阿飡)의 관등으로 있던 일원은 운마장군(雲摩將軍)으로서 요동(遼東)의 역(役)에 나가게 되었다.
- 김약필(金若弼) : 681년 신문왕이 즉위한 직후인 11월 25일에 대나마(大奈麻) 김원승(金原升) 등과 함께 일본에 사신으로 가서이 특산물을 바쳤다.
- 김포질(金抱質) : 737년(성덕왕 36년) 2월에 당나라에 들어가 신년을 하례하고 동시에 방물(方物)을 바쳤다.
- 당천(當千) : 671년(문무왕 11년) 신라가 삼국을 통일하고 한반도 내에서 당나라의 세력을 축출하기 위하여 당군과 싸울 때, 당나라의 운송선 70여척을 습격하는 급찬(級飡)의 관위로 전투에 참가하여 당나라의 낭장(郎將) 겸이대후(鉗耳大侯)와 사졸 100여명을 사로잡았으며, 그밖의 적병들도 대부분 익사시키는 큰 전과를 올려 사찬(沙飡)의 관위를 받았다.
- 김인(金因) : 869년(경문왕 9년)에 왕자 김윤(金胤)을 당나라에 보내어 국학(國學)에 입학요청을 하는 등, 쇠락하는 신라 국력의 회복에 새로운 노력을 꾀하는 과정에서 870년에 파견된 외교사인 숙위학생(宿衛學生), 신라의 마지막 숙위파견이었다.
- 시득(施得) : 676년(문무왕 16) 11월 선병(船兵)을 이끌고 소부리주(所夫里州 : 충청남도 부여) 기벌포(伎伐浦 : 지금의 장항)에서 당나라의 장군 설인귀(薛仁貴)와 대적하여 크고 작은 전투 22회에 걸쳐 일진일퇴를 거듭하면서 4,000여 명을 목베어 당군을 격퇴하는 데 공헌하였다.
- 기종(起宗) : 557년(진흥왕 18년)에 사벌주(沙伐州)를 폐하고 감문주(甘文州)를 설치하면서 감문주의 지방관으로서 군주(軍主)가 되었다.
- 극정(極正) : 829년(흥덕왕 4년) 2월 당은군(唐恩郡·지금의 남양(南陽) 근처)을 당성진(唐城鎭)으로 고치자, 여기에 파견되어 지킨 관리.
- 김둔산(金遁山) : 668년(문무왕 8년) 신라와 당나라 연합군이 고구려를 공격할 때, 서당당주(誓幢幢主)로서 평양성 전투에서 큰 공을 세우고 사찬(沙飡)을 제수받고, 조(租) 700석을 하사받았다.
- 취도(驟徒) : 경주 사량부(沙梁部) 나마(奈麻) 취복(聚福)의 둘째 아들로서 법명이 도옥(道玉)인 실제사(實際寺) 승려이자 무열왕 백제군이 조천성(助川城 : 충청북도 영동군 陽山)을 침공하였을 때 승복을 벗고‘달려가 무리(徒)’라는 뜻에서 취도라는 이름으로 출전한 용사이며, 삼천당(三千幢)에 소속되어 싸우다가 전사하였다. 뒤에 그의 형 부과(夫果)와 동생 핍실(逼實)도 나라를 위하여 싸우다 죽었으므로, 신문왕에 의하여 모두 사찬(沙飡)으로 추증되었다.
- 핍실(逼實) : 경주 사량부(沙梁部) 출신이다. 나마(奈麻) 취복(聚福)의 부과(夫果)와 취도(聚徒)에 이은 셋째 아들. 고구려가 망한 뒤 그 왕족인 안승(安勝)과 고구려 유민들의 일부를 금마저(金馬渚 : 지금의 益山)로 옮겨 거주시켰는데, 684년에 안승의 족자(族子) 대문(大文, 혹은 悉伏)과 고구려 유민들이 반란을 일으키자 신문왕에 의해 귀당제감(貴幢弟監)으로 보하고 토벌하게 했다. 이에 자신의 아내에게“우리 두 형은 이미 국사(國事)에 그 이름이 썩지 않고 전한다. 내가 비록 불초하지만 어찌 죽음을 두려워하여 구차히 살 것인가. 오늘 그대와 살아서 헤어지지만 끝내는 죽어 이별하게 될 것이니 잘 살면서 슬퍼하지 말라.”고 하면서 죽기를 각오하고 출전하였고 적진을 대하자 홀로 나가 분전하여 고구려군 수십인을 죽이고는 전사하였다. 신문왕은 이들 형제의 용맹에 탄복하여 이들에게 모두 사찬(沙飡)의 벼슬을 추증하였다.
- 의문(義文) :  나당전쟁 진행중인 672년 7월에 당나라 장수 고보(高保)와 이근행(李謹行)이 이끈 병사 4만명이 평양에 와서 진을 치고, 머물다가 8월에 한시성(韓始城)과 마읍성(馬邑城)을 빼앗고 백수성(白水城)을 공격하려 하자 이를 막기 위하여 출전하였지만 석문전투에서 크게 패하였고, 의문은 대아찬(大阿飡) 효천(曉川) 등과 함께 이 전투에서 전사하였다.
- 김삼광(金三光) : 금관가야 왕족이자 통일신라의 귀족
- 왕륭(王隆) : 고려 태조 왕건의 아버지

## 같이 보기
- 삼국사기
- 동사강목
- 일본사기 - 덴무기(天武紀)
- 「新羅の骨品體制社會」(武田幸男, 『歷史學硏究』 299, 1965)
- 역사교육 제111집 (역사교육연구회, 2009년 9월) pp.135-167 1225-0570
- 『한국사강좌(韓國史講座) Ⅰ-고대편(古代篇)-』(이기백·이기동, 일조각, 1982)
- 『삼국사기연구(三國史記硏究)』(신형식, 일조각, 1981)
- 「신라(新羅)의 숙위외교(宿衛外交)」(신형식, 『한국고대사(韓國古代史)의 신연구(新硏究)』, 일주각, 1984)